# アナーキー・イン・ザ・U.K.
「アナーキー・イン・ザ・U.K.」（Anarchy in the U.K.）は、イギリスのパンク・ロック・バンド、セックス・ピストルズが1976年11月26日に発表した楽曲。バンドのデビュー・シングルとしてリリースされた後、1977年のアルバム『勝手にしやがれ!!』にも収録された。クレジット上はメンバー4人の共作だが、作曲は主にベーシストのグレン・マトロックにより、ジョニー・ロットンが作詞した。
『ローリング・ストーン』誌が選出したオールタイム・グレイテスト・ソング500（2010年版）では56位にランク・インしている。また、ロックの殿堂公式サイトで選出された「ロックン・ロールを形作った500曲」の中にも含まれている。

## 背景
1976年7月、デイヴ・グッドマンのプロデュースによりデモ・レコーディングが行われ、この時の音源は、海賊版として出回っていたアルバム『スパンク』が2006年にサンクチュアリ・レコードから正規発売された際、CDボーナス・トラックとして収録された。続いて10月10日にグッドマンのプロデュースによりレコーディングが行われるが、このヴァージョンは発表が見送られ、後に『スパンク』に収録される。
そして、バンドはクリス・トーマスをプロデューサーに、ビル・プライスをエンジニアに迎え、ロンドンのウェセックス・スタジオでレコーディングを行う。トーマスはこの時、スティーヴ・ジョーンズのギター・リフを何度もオーバー・ダビングした。

## リリース
シングル「アナーキー・イン・ザ・U.K.」は、ロンドン・パンク初のシングルとして知られるダムドの「ニュー・ローズ」より1カ月後に発売された。B面にはデイヴ・グッドマンがプロデュースした「アイ・ワナ・ビー・ミー」（『勝手にしやがれ!!』には未収録）が収録されたが、初回盤にはB面にもクリス・トーマスの名前が記載されるというクレジット・ミスがあった。
オリジナル・リリース時は全英シングルチャートで最高38位を記録し、イギリス国内で5万5千枚以上を売り上げるが、リリースから1カ月半もたっていない1977年1月6日、所属レーベルのEMIはバンドの素行不良を理由に、契約を解除する声明を出した。
アルバム『ザ・グレイト・ロックン・ロール・スウィンドル』（1979年）には2種類の別ヴァージョンが収録され、そのうち「アナーキー・イン・ザ・U.K.（シド・イン・パリス）」はフランス語詞となっている。
この曲はその後も全英チャート入りしている。1992年にはヴァージン・レコードから再発シングルが発売され、全英シングルチャートではオリジナル・リリース時を上回る33位に達した。また、2007年10月13日付の全英シングルチャートでは70位となっている。
なお、ジョン・ライドン（ジョニー・ロットン）がセックス・ピストルズ脱退後に結成したパブリック・イメージ・リミテッドのライヴでも「アナーキー・イン・ザ・U.K.」が歌われたことがあり、1983年10月31日にドイツのテレビ・ショウに出演した時のライヴ音源は、アルバム『Live at Rockpalast 1983』に収録されている。

## 他メディアでの使用例
「アナーキー・イン・ザ・U.K.」は、『ハロルド・スミスに何が起こったか?』（1999年公開）、『24アワー・パーティー・ピープル』（2002年公開）、『伝説のロックスター再生計画!』（2010年公開）といった映画のサウンドトラックで使用された。
日本では、2018年公開の映画『パンク侍、斬られて候』の主題歌として使用された。なお、セックス・ピストルズの楽曲が日本映画の主題歌として起用されるのは本楽曲が初となる。
コンピュータゲームの分野では『Tony Hawk's Pro Skater 4』のサウンドトラックで使用された。また、2007年には、オリジナル・メンバーのうちジョニー・ロットン、スティーヴ・ジョーンズ、ポール・クックの3人が音楽ゲーム『ギターヒーロー3 レジェンド オブ ロック』のために「アナーキー・イン・ザ・U.K.」を再録音した。

## カヴァー

### メガデスによるカヴァー
アメリカ合衆国のスラッシュメタルバンド・メガデスは、1988年のアルバム『ソー・ファー、ソー・グッド…ソー・ホワット!』に「アナーキー・イン・ザ・U.K.」のカヴァーを収録した。同アルバムからの第1弾シングルとしてもリリースされ、ニュージーランドやイギリスでナショナル・チャート入りしている。
メガデスによる「アナーキー・イン・ザ・U.K.」には、セックス・ピストルズのスティーヴ・ジョーンズもギターで参加した。

#### 収録曲
イギリス盤
1. Anarchy in the U.K.
2. Liar
3. 502（12インチ・シングルのみ）

アメリカ盤限定12インチ・シングル
1. Anarchy in the U.K.
2. Devil's Island (Live)

### その他
- モトリー・クルー - ベスト・アルバム『デケイド・オブ・デカダンス』（1991年）に、同アルバムのために新しく録音されたカヴァーを収録。
- グリーン・ジェリー（英語版） - アルバム『Cereal Killer Soundtrack』（1993年）に収録[24]。
- ロリータ18号 - ライヴで演奏。ライヴ・アルバム『ライブ 1995-1996』（2000年）に収録。
- LOW IQ 01 - アルバム『Master Low 2』（2000年）に、ボサ・ノヴァ風のアレンジのカヴァーを収録[25]。
- ティト・ラリヴァ（英語版）&MDHバンド - 映画『ミリオンダラー・ホテル』（2000年公開）のサウンドトラックで、「Anarchy in the USA」と改題したカヴァーを演奏[26]。
- 土屋アンナ - コンピレーション・アルバム『NANA BEST』（2007年）に収録[27]。
- 髭 (HiGE) - シングル「ボニー&クライド」（2007年）にカップリング曲として収録。
- 田中理恵 - 声優6人が参加したパンク・ロックのカヴァー・アルバム『パンコレ〜voice actresses' legendary punk songs collection〜』（2009年）に収録[28]。